# Klaartje & Nicky
Klaartje & Nicky is een Nederlands zangduo, bestaande uit Klaartje Meulemeesters (28 oktober 1993) en Nicky Bruyn (7 december 1994).
Het duo is bekend geworden door deelname aan het Junior Songfestival 2004 met het liedje Hij is een kei. Ze wonnen op 25 september 2004 de nationale finale en vertegenwoordigden op 20 november 2004 Nederland op het Junior Eurovisiesongfestival 2004 in Lillehammer, waar ze met 27 punten als elfde eindigden.
2003: Roel ·
2004: Klaartje & Nicky ·
2005: Tess ·
2006: Kimberly ·
2007: Lisa, Amy & Shelley ·
2008: Marissa ·
2009: Ralf ·
2010: Anna & Senna ·
2011: Rachel ·
2012: Femke ·
2013: Mylène & Rosanne ·
2014: Julia ·
2015: Shalisa ·
2016: Kisses ·
2017: FOURCE ·
2018: Max & Anne ·
2019: Matheu ·
2020: UNITY ·
2021: Ayana ·
2022: Luna Sabella ·
2023: Sep & Jasmijn ·
2024: Stay Tuned